# Hünenbett ohne Kammer von Rothenmoor 1

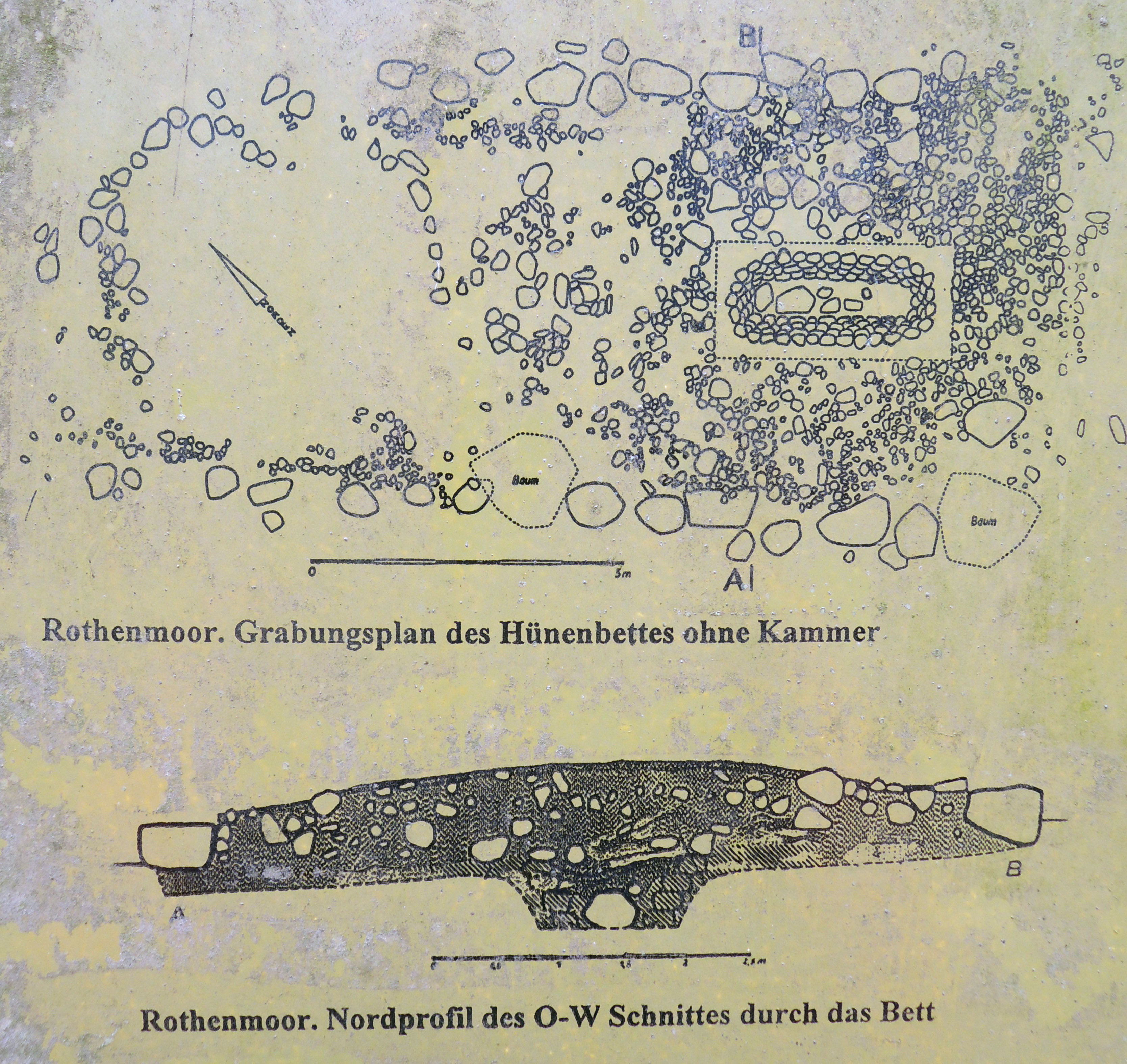
Grabungsplan

Das Hünenbett ohne Kammer von Rothenmoor 1 (ohne Sprockhoff-Nr.) befindet sich im Wariner Ortsteil Mankmoos im Landkreis Nordwestmecklenburg in Mecklenburg-Vorpommern südlich der Straße Qualitz – Mankmoos im Wald. Das Hünenbett entstand zwischen 3500 und 2800 v. Chr. als Anlage der Trichterbecherkultur (TBK).

## Beschreibung
Das Hünenbett ohne Kammer ist ein nur 15 m langes (die Anlage von Stralendorf ist 125 m lang) etwa 6,5 m breites rechteckiges, Nordwest-Südost orientiertes Hünenbett, das vieler seiner einst 49 Findlinge beraubt ist. Erhalten sind 10 Steine der Nordost- und 12 Steine der Südwestseite sowie ein Stein der Südostseite. Ausgegangen sind mehr als zwei Dutzend Randsteine. Die Anlage liegt auf einer leicht geneigten Fläche. Im Inneren befindet sich, stark außermittig, eine über drei Meter lange Steinwanne, in der die Bestattung deponiert war. Die Wanne liegt im gewachsenen Boden unterhalb des Hügels. Das Steingrab wurde 1966 von Ewald Schuldt ausgegraben.